# Бои при Гудсё
Бои при Гудсё (датск. Gudsø) — эпизод Датско-немецкой войны. Датские войска, проигравшие сражение при Колдинге, пытались удержать наступавшие немецкие союзные войска на подступах к Фредерисии, но потерпели поражение и были вынуждены отойти на остров Фюн.
После того, как датчане 23 апреля 1849 года проиграли битву при Колдинге, генерал Бюлов отвел свои бригады во Фредерисию, а генерал Рюе — к Вайле и вокруг Лилбалле. Вскоре верховное командование получило письмо от военного министра, в котором он приказал генералу Бюлову всеми силами, находящимися в его распоряжении, выбросить шлезвиг-гольштейнскую армию из Ютландии.

## Бой 3 мая
Поэтому датские войска 3 мая двинулись из Фредерисии и Вайле, чтобы занять позицию Гудсё — Альминд, и столкнулись с продвигавшимся по дороге на Фредерисию авангардом (двумя батальонами пехоты и одним эскадроном) шлезвиг-гольштейнцев. В завязавшемся бою вначале успех был на стороне повстанцев, подавивших огнем своей батареи артиллерию датчан, но когда по приказу Бюлова стали подходить резервы, шлезвиг-гольштейнцы отступили, преследуемые через Гудсё, до Нёрре-Бьерта.
Так же внезапное датское наступление прервало разведку повстанцев на Вайле. Как только они увидел авангард Рюе, быстро развернулись и отступили к Колдингу. Общие датские потери в этот день составили 19 человек убитыми и ранеными, у противника было 33 человека убитыми и ранеными и несколько человек попали в плен. Датчанами была проведена линия аванпостов от Гудсё через Эльтанг к Лилбалле, где они соединялась с дивизией Рюе, на которой они простояли с 3 по 7 мая.

## Бой 7 мая
Генерал Карл фон Притвиц теперь подготовил наступление на обе датские дивизии. Утром 7 мая он двинулся с 20 000 человек против Вайле, в то время как шлезвиг-гольштейнский генерал Эдуард фон Бонин с 16 000 человек — против Гудсё.
У генерала Бюлова на позициях было 9 батальонов, 4 эскадрона и 20 орудий. Шлезвиг-гольштейнская армия под командованием Бонина, атаковавшая его, насчитывала 14 батальонов, 10 эскадронов и 40 орудий.
Утром 7-го немецкие колонны атаковали левый датский фланг и попытались пробиться через Гудсё, но стоявшая здесь пехота (три батальона под командой Ла-Кура) и артиллерия на редутах (полторы батареи) отбросили наступающих. После этого по приказу Бонина двенадцать орудий в течение нескольких часов вели обстрел Гудсё, которое было подожжёно, но не смогли подавить артиллерию датчан и заставить пехоту покинуть деревню.
Когда Бонин увидел, что ничего не добьется в этом пункте, то двинул бригаду из Эльтанга на датский центр, к Сёндер-Вильструпу, где стоял с тремя батальонами и четырьмя орудиями Мольтке. Перед лицом атаки вражеской бригады, Мольтке, только что получивший известие от Рюе, что тот со своей дивизией отступает к Виуфу, также отвел свои батальоны с позиции и расположил их севернее Тавловской церкви.
Датские батальоны, сражавшиеся под Гудсё и оставшиеся без артиллерии, которую начальствующий артиллерийский офицер вывел из-под огня противника в направлении к югу от Тавловской церкви, были вытеснены из деревни очередной атакой немцев.
Сосредоточившиеся у Тавлова бригады Мольтке и Ла-Кура готовились удерживать новый рубеж, но солдаты отказывались сражаться, и когда от Рюе пришло новое известие, что он отступает дальше, стали без приказа покидать позиции и уходить в направлении Фредерисии. Бюлову ничего не оставалось, как только вывести свои войска из-под Тавлова через Фредерисию на остров Фюн и позволить противнику начать осаду города.
В бою датчане потеряли 163 человека; потери немцев составили 82 человека.